# Collinsia distincta
Collinsia distincta är en spindelart som först beskrevs av Simon 1884.  Collinsia distincta ingår i släktet collinsior, och familjen täckvävarspindlar. Inga underarter finns listade i Catalogue of Life.